# 大宮警察署 (茨城県)
大宮警察署（おおみやけいさつしょ）は、茨城県警察が管轄する警察署の一つである。署長は警視。

## 所在地
茨城県常陸大宮市泉445番地の6

## 管轄区域
常陸大宮市

## 沿革
- 1874年（明治7年） - 大宮駐屯
- 1886年（明治19年） - 菅谷警察署大宮分署
- 1925年（大正14年） - 大宮警察署に昇格
- 1983年（昭和58年） - 現庁舎建設

## 組織
- 署長
- 副署長
- 警務課
  - 警務係
  - 総合相談係
  - 被害者支援係
- 会計課
- 地域課
- 刑事生活安全課
  - 生活安全係
  - 銃刀係
  - 鑑識係
- 交通課
  - 事故捜査係
- 警備課

## 交番
- 東富町交番 - 常陸大宮市東富町641-1

## 駐在所
- 小瀬駐在所 - 常陸大宮市上小瀬2092-2
- 高部駐在所 - 常陸大宮市高部395-3
- 野口駐在所 - 常陸大宮市野口1644-12
- 諸沢駐在所 - 常陸大宮市諸沢222-3
- 山方駐在所 - 常陸大宮市山方923-3